# Sound and Vision
«Sound and Vision» — песня — сингл Дэвида Боуи, которая появилась на его альбоме Low в 1977 году. Песня примечательна сочетанием мажорных партий гитары и синтезатора с текстом о замкнутости в себе. В соответствие с минималистичной концепцией альбома Low, Боуи и сопродюсер Тони Висконти изначально хотели записать трек только как инструментальный, за исключением партии бэк-вокала (в исполнении жены Висконти — Мэри Хопкин). Боуи записывал свой вокал после того как оставшаяся часть группы покинула студию, после сокращения слов и оставив длительное инструментальное вступление на финальной версии песни.
Выбранная в качестве первого сингла с альбома, песня «Sound and Vision» использовалась BBC в трейлерах в то время. Это обеспечило значительную известность композиции, что позволило Боуи ничего не предпринимать для пиара песни. Песня находилась в десятке лучших треков в Германии, Австрии и Нидерландах.

## Участники записи
- Продюсеры:
  - Дэвид Боуи, Тони Висконти
- Музыканты:
  - Дэвид Боуи — вокал, саксофон, чамберлин
  - Рики Гардинер[англ.] — соло-гитара
  - Карлос Аломар — ритм-гитара
  - Джордж Мюррей — бас
  - Деннис Дэвис — барабаны
  - Брайн Ино — синтезаторы, бэк-вокал
  - Мэри Висконти — бэк-вокал
  - Рой Фредерик Янг[англ.] — пиано

## Позиции в хит-парадах
| Чарты (1977)             | Макс. позиция |
| ------------------------ | ------------- |
| Австралийский сингл чарт | 15            |
| Бельгийский сингл чарт   | 3             |
| Канадские сингл чарт     | 87            |
| Немецкий сингл чарт      | 6             |
| Нидерландский чарт       | 2             |
| Ново-зеландский чарт     | 7             |
| Британский сингл чарт    | 3             |
| US Billboard Hot 100     | 69            |

| Хит-парад (1977)             | Позиция |
| ---------------------------- | ------- |
| Великобритания (Gallup Poll) | 29      |

## Другие издания
Песня появлялась на многочисленных сборниках Боуи, включая:
- The Best of Bowie (1980)
- Changestwobowie (1981)
- Sound + Vision box set (1989)
- Changesbowie (1990) (LP and cassette versions)
- The Singles Collection (1993)
- Bowie: The Singles 1969—1993 (1993)
- The Best of David Bowie 1974/1979 (1998)
- Best of Bowie (2002)
- The Platinum Collection (2006)
- Nothing Has Changed (2014)
- Bowie Legacy (2016)

В марте 2010 года на официальном сайте Дэвида Боуи было анонсировано, что цифровая версия песни Sound And Vision Remix EP станет доступна в июне 2010 года.